# Sarel Hayward
Sarel Antoine Strydom Hayward (né le 5 août 1924 à Steytlerville et mort le 2 octobre 1999) était un homme politique sud-africain, membre du Parti national, député de la circonscription de Graaff-Reinet (1969-1984), vice-ministre de l'Agriculture (1978-1980), vice-ministre de l'Agriculture et de la Pêche (1980-1982), ministre de l'Environnement et de la pêche (1982-1984) ainsi que ministre de l'agriculture et de l'approvisionnement en eau (1984-1986) à la chambre de l'assemblée dans les gouvernements du premier ministre Pieter Botha.
Agriculteur, directeur de la coopérative agricole de Steytlerville (1952-1969), conseiller municipal de Steytlerville, membre du conseil provincial du Cap (1966-1969), il est élu au parlement en 1969 pour la circonscription de Graaff-Reinet et entre au gouvernement de P.W. Botha en 1978 en tant que ministre-adjoint à l'Agriculture.